# アルビノス
アルビノス（古希: Ἀλβῖνος Albinos 英: Albinus 2世紀ごろ）は、ローマ帝国期の哲学者。中期プラトン主義の代表的人物。
中期プラトン主義者のガイオス（ガイウス）に師事し、おそらくスミュルナ（現トルコのイズミル）などで講義した。受講生に医学者のガレノスがいた。
著作として、プラトン対話篇の短い入門書『エイサゴーゲー』が現存する。本書中の対話篇の分類法は、ディオゲネス・ラエルティオス『ギリシア哲学者列伝』プラトン伝の分類法とは異なっている。
「アルキノオス」という人物に帰されるプラトン対話篇の長い講義書『ディダスカリコス』は、1870年代からフロイデンタールによって「アルビノス」の誤記と判断され、アルビノスの著作とされていたが、1970年代から複数の研究者により、やはりアルビノスでなくアルキノオスの著作とされるようになった。